# Iermata, Arad
Iermata este un sat în comuna Seleuș din județul Arad, Crișana, România.

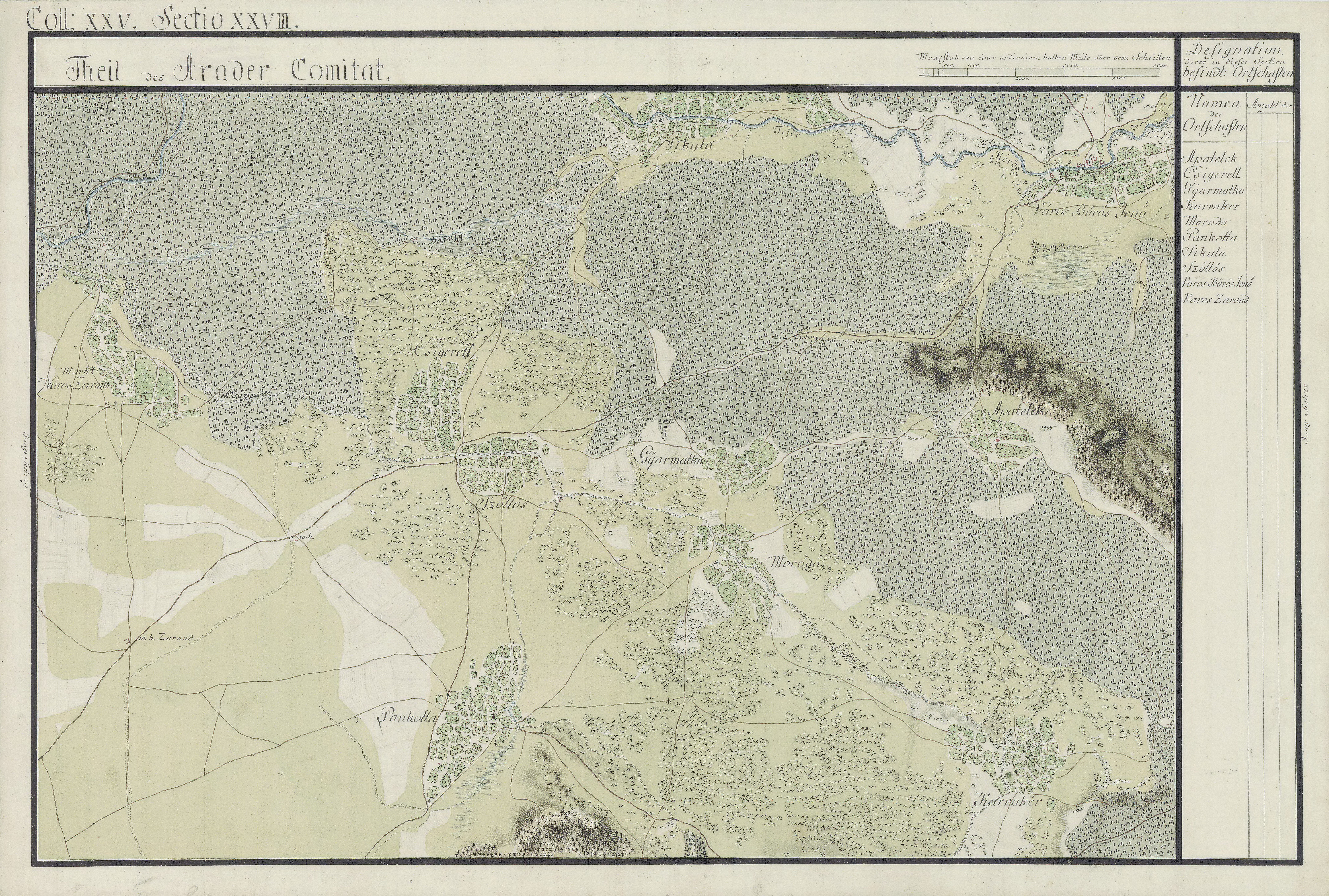
Iermata în Harta Iozefină a Comitatului Arad, 1782-85